# 高橋美佳子の の〜ぷらんでいこう♪
『高橋美佳子の の〜ぷらんでいこう♪』（たかはしみかこの の〜ぷらんでいこう）は、2010年4月6日から文化放送超!A&G+で放送されていた簡易動画付きラジオ番組。パーソナリティは高橋美佳子。
2015年3月31日放送回をもって放送終了。放送終了とともに新番組『高橋美佳子のマルごとぴ〜なっつ!』の発表がされた。

## 番組概要

### 放送時間
- 2014年1月7日 - 2015年3月31日

火曜日 22:00 - 23:00 （リピート放送: 水曜日 10:00 - 11:00、土曜日 15:00 - 16:00）
過去の放送時間
- 2010年4月6日 - 2011年3月29日

火曜日 22:00 - 23:00 （リピート放送: 水曜日 10:00 - 11:00）
- 2011年4月5日 - 2011年9月27日

火曜日 22:00 - 23:00 （リピート放送: 水曜日 10:00 - 11:00、日曜日 7:00 - 8:00）
- 2011年10月4日 - 2013年12月24日

火曜日 22:00 - 23:00 （リピート放送: 水曜日 10:00 - 11:00）

### パーソナリティ・スタッフ
パーソナリティ
- 高橋美佳子

スタッフ
- 宮野好章 - 2代目番組プロデューサー（2013年4月16日 - ）。
- 大野行男 - ディレクター。
- ふかわげんき - 構成作家。

過去のスタッフ
- 高橋和也 - 初代番組プロデューサー。愛称は高P（ - 2013年4月9日）。

### テーマソング
オープニング
Love mail / 高橋美佳子
エンディング
マニキュア / 高橋美佳子

## コーナー
高橋美佳子はあくまで声優ですが
高橋がマルチタレントを目指すため、声優以外の職業にちなんだチャレンジを行う。
ボケてこいや!の〜ぷらん大喜利
番組から出題されるお題にリスナーが回答する大喜利企画。回答に対し座布団1枚～3枚で判定する

### 終了したコーナー
高橋家の食卓
聞いたことあるが試したことのない雑学を紹介し、高橋が実践する。
今週のファイト一発
高橋が一発チャレンジに挑戦。リスナーは高橋の一発チャレンジが成功するか予想する。
こんなの初めて
リスナーから寄せられたラジオではやったことないであろう試みを紹介する。
みったんの方程式
方程式「高橋美佳子+○○=?」の答えをリスナーが予想し、番組後半で高橋が実践する。
スタイリッシュアンサー
番組から出されたお題に対するリスナーの「スタイリッシュ」な答えを紹介する一種の大喜利企画。
高橋美佳子はあくまで声優です
リスナーから寄せられたセリフを隔週で映像あり（演技付き）または映像なし（声のみ）で演じる。
みんなの小さな世界
高橋のミニアルバム「私の小さな世界」にちなみ、
リスナーから寄せられた「小さな世界」（こだわりなど）を紹介する。

## ゲスト
- 第67回（2011年7月19日） 仙台エリ
- 第205回（2014年3月18日） R藤本
- 第215回（2014年5月27日） 仙台エリ

代理パーソナリティ
- 2011年7月5日 早見沙織（早見沙織のふり〜すたいるでいこう♪）

## 関連商品
- 高橋美佳子のDVDでいこう♪
- 高橋美佳子のDVDでいこう♪ 2
- 高橋美佳子のDVDでいこう♪ 3
- 高橋美佳子のDVDでいこう♪ 4